# Phalloniscus baldonii
Phalloniscus baldonii is een pissebed uit de familie Dubioniscidae. De wetenschappelijke naam van de soort is voor het eerst geldig gepubliceerd in 1931 door Arcangeli.